# Internationale Dag voor de Uitbanning van Geweld tegen Vrouwen

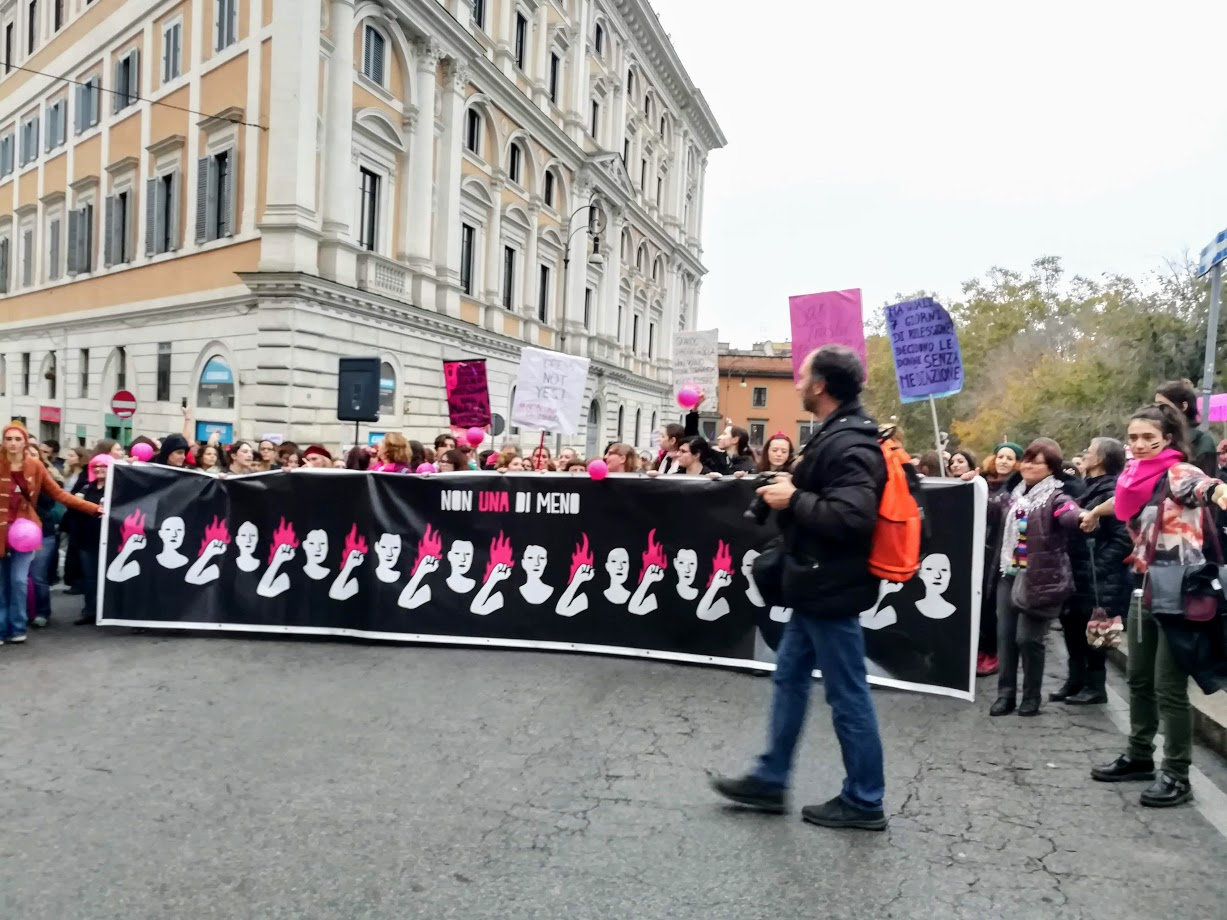
Mars voor de Uitbanning van Geweld tegen Vrouwen in Rome, 2018

De Internationale Dag voor de Uitbanning van Geweld tegen Vrouwen (Engels: International Day for the Elimination of Violence against Women) is een jaarlijks op 25 november terugkerende themadag die in 1999 door de Algemene Vergadering van de Verenigde Naties in resolutie 54/134 is vastgesteld om mensen bewust te maken van het feit dat vrouwen over de hele wereld het slachtoffer zijn van verkrachting, huiselijk geweld en andere vormen van geweld. Tevens is het een oproep om samen te werken aan de uitbanning van geweld tegen vrouwen. Bovendien is een van de doelen van deze dag te benadrukken dat de omvang en de ware aard van het probleem vaak verborgen ligt.

## Achtergrond
Op 25 november 1960 werden de zusters Mirabal, drie politieke activisten uit de Dominicaanse Republiek, vermoord door overheidsagenten in opdracht van de toenmalige heerser Rafael Trujillo. In 1981 besloten vrouwenrechtenactivisten op de Feministische Ontmoeting van Latijns-Amerika en de Caraïben in Bogota om 25 november tot 'Dag tegen Geweld tegen Vrouwen voor Latijns-Amerika en de Caraïben' uit te roepen. Met name in de Caraïbische landen waar de CAFRA (Caribbean Association for Feminist Research and Action, opgericht in 1985) actief is werd deze themadag gekoppeld aan bewustmakingscampagnes. Het gebruik van 25 november voor dit doel verspreidde zich eerst in Latijns-Amerika en de Caraïben en vervolgens over de hele wereld, waar campagnes, organisaties en zelfs overheden de themadag overnamen. Een effectieve lobby slaagde er uiteindelijk in om de Algemene Vergadering van de Verenigde Naties op 17 december 1999 een resolutie aan te laten nemen die 25 november uitriep tot Internationale Dag voor de Uitbanning van Geweld tegen Vrouwen.

## Activiteiten
De Verenigde Naties en de Interparlementaire Unie hebben regeringen, internationale organisaties en ngo's aangemoedigd om activiteiten te organiseren ter ondersteuning van de dag als een internationale om de kwetsbare vrouwen te gedenken. De UN Women (het VN onderdeel voor gendergelijkheid en eigen kracht van vrouwen) evalueert de dag elk jaar en doet suggesties voor andere organisaties om deze eveneens in beschouwing te nemen.
Voor het jaar 2014 lag de nadruk op hoe geweld de kritieke aandachtsgebieden raakt van de in 1995 opgestelde Declaratie van Peking die werd opgesteld in de Wereldvrouwenconferentie destijds. Het jaar daarop zal dat 20 jaar geleden zijn.
In haar bericht van 25 november 2014 zei Phumzile Mlambo-Ngcuka, uitvoerend directeur van UN Women:
In 1995, bijna 20 jaar geleden, kwamen 189 regeringen bijeen in Peking. Ze namen een actieplatform aan dat de belangrijkste strategieën uiteenzette om geweld tegen vrouwen te beëindigen, vrouwen sterker te maken en gendergelijkheid te bereiken. ... De beloften van 20 jaar geleden gelden nog steeds. Samen moeten we van 2015 het jaar maken dat het begin markeert van het einde van de ongelijkheid tussen mannen en vrouwen. Nu is het tijd voor actie.
In zijn bericht in 2013 verklaarde VN-secretaris-generaal Ban Ki-moon:
Ik verwelkom het koor van stemmen die oproepen tot een einde aan het geweld dat naar schatting een op de drie vrouwen tijdens haar leven treft. Ik juich leiders toe die helpen bij het vaststellen en handhaven van wetten en het veranderen van denkwijzen. En ik breng hulde aan al die helden over de hele wereld die slachtoffers helpen te genezen en vertegenwoordigers van verandering te worden.
Op 25 november 2019 steunde de Italiaanse actrice Melania Dalla Costa de campagne "Ik ben niet langer mezelf" van de Verenigde Naties (UNICRI). De campagne werd verzorgd door fotograaf Dimitri Dimitracacos.